# Silípica (departement)
Silipica is een departement in de Argentijnse provincie Santiago del Estero. Het departement (Spaans:  departamento) heeft een oppervlakte van 1.179 km² en telt 7.605 inwoners.

## Plaatsen in departement Silípica
- Árraga
- Manogasta
- Nueva Francia
- Villa Silípica